# Buffo
Termín buffo (ital. buffo – legrační, vtipný) označuje v opeře a operetě tenor (tenor buffo) nebo bas (bas buffo), vzácně baryton, který je ve své roli „odpovědný“ za komediálnost díla.

## Charakteristika
Jsou to často postavy nebo typy, které mají už jen svými gesty, mimikou a kostýmy.(Kostüm (Darstellende Kunst)) diváky rozesmát. V závislosti na regionálním nastudování je často do úst buffa vkládána místní narážka – odchylná od skutečného libreta. Běžné jsou i satirické narážky. Buffo typicky nemá vokální brilantnost lyrického nebo hrdinného zpěváka, jeho herecké schopnosti však mohou být větší. Buffo role jsou tedy jen zřídka hlavní nebo hrdinské role, ale většinou to jsou sluhové, nohsledi a podobně, kteří svého pána/přítele svou chytrostí zachraňují z choulostivých situací, nebo je do nich dostávají svou upovídaností.
Ženský subjekt odpovídající buffo se nazývá subreta a zpívá ho soprán.

## Role buffo (výběr)

#### Opery
- Pergolesi, La serva padrona: Uberto, bas
- Grétry, Zémire et Azor: Ali, tenor
- Martín y Soler, L’arbore di Diana: Doristo, bas
- Mozart, Die Entführung aus dem Serail: Pedrillo, tenor
- Mozart, Le nozze di Figaro: Bartolo, bas
- Mozart, Don Giovanni: Leporello, bas
- Mozart, Così fan tutte: Don Alfonso, bas
- Mozart, Die Zauberflöte: Papageno, baryton
- Rossini, L’italiana in Algeri: Mustafà, Bass; Taddeo, Bass
- Rossini, Il turco in Italia: Selim, bas; Don Geronio, bas
- Rossini, Il barbiere di Siviglia: Figaro, baryton
- Rossini, La Cenerentola: Don Magnifico, bas
- Rossini, Il viaggio a Reims: Don Profondo, bas; Baron di Trombonok, bas
- Donizetti, L’elisir d’amore: Dulcamara, baryton
- Donizetti, Don Pasquale: Don Pasquale, bas
- Verdi, La forza del destino: bratr Melitone, bas
- Smetana, Prodaná nevěsta  Vašek, tenor

#### Operety
- Strauss, Die Fledermaus: Dr. Blind, tenor/baryton
- Strauss, Eine Nacht in Venedig: Pappacoda, tenor/baryton
- Strauss, Der Zigeunerbaron: Koloman Župan, bas
- Strauss, Wiener Blut: Josef, tenor/baryton
- Lehár, Der Zarewitsch: Ivan, tenor/baryton
- Kálmán, Gräfin Mariza: baron Koloman Župan, tenor/baryton
- Benatzky, Im weißen Rössl: Sigismund, tenor